# Parafia Trójcy Przenajświętszej w Czernichowie
Parafia Przenajświętszej Trójcy w Czernichowie – rzymskokatolicka parafia należąca do dekanatu Czernichów archidiecezji krakowskiej.
Na obszarze parafii leżą miejscowości:
- Czernichów
- Kłokoczyn
- Przeginia Narodowa
- Wołowice
- Zagacie